# Janusz Misiewicz
Janusz Misiewicz (ur. 1936 w Wilnie, zm. 22 maja 2018 r. w Łodzi) – żeglarz, kapitan żeglugi wielkiej, absolwent Wydziału Nawigacyjnego Państwowej Szkoły Morskiej w Gdyni.

## Życiorys
Urodził się w Wilnie, po II wojnie światowej rodzice w ramach repatriacji przenieśli się do Łodzi. Był słuchaczem Wydziału Nawigacyjnego Państwowej Szkoły Morskiej w Gdyni, którą ukończył w 1956 roku. W trakcie nauki odbył kilka rejsów stażowych na statkach Polskiej Marynarki Handlowej oraz na żaglowcu szkolnym „Dar Pomorza”.
Tuz po zdanych egzaminach w Szkole Morskiej wziął udział w wyprawie przez Morze Bałtyckie do Szwecji szalupą ratunkową nazwaną „Puchatek”, wraz z Jerzym Tarasiewiczem, Marianem Koseckim i Kazimierzem Rywelskim. Rejs obfitował w wiele niebezpiecznych momentów, m.in. trzydniowy sztorm. Łódź dopłynęła po 7 dniach do Gotlandii, którą opłynęła wokoło, zatrzymując się w kilku portach, by następnie powrócić do Gdyni.

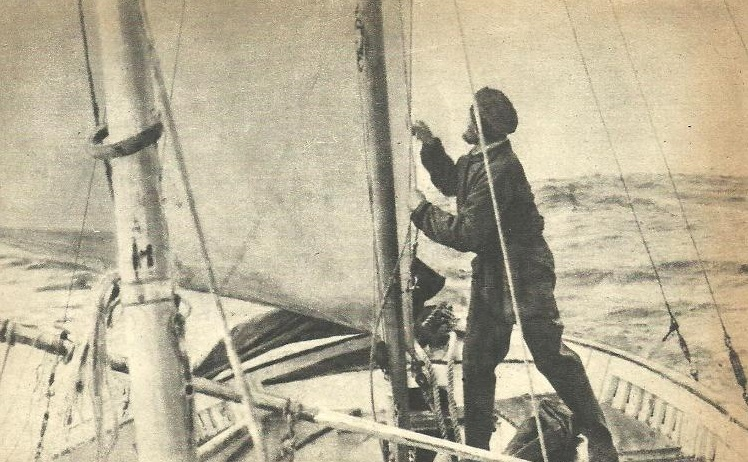
Janusz Misiewicz na „Chatce Puchatków”

W 1958 r. wraz z Jerzym Tarasiewiczem rozpoczął przygotowania do kolejnego rejsu szalupą, tym razem przez Atlantyk. Otrzymali oni do dyspozycji starą łódź ratunkową z transatlantyku MS „Batory”, którą wyremontowali, wyposażyli w nowe ożaglowanie, zgromadzili prowiant, mapy i pomoce nawigacyjne. Łódź otrzymała nazwę „Chatka Puchatków”. Rejs rozpoczął się 8 sierpnia 1958 roku. Żeglarze pokonali pomyślnie Bałtyk, Cieśniny Duńskie, Morze Północne, następnie przez Ocean Atlantycki zamierzali dotrzeć do Martyniki na Wyspach Karaibskich. W trakcie forsowania kanału La Manche panowały skrajnie niesprzyjające warunki atmosferyczne, które uniemożliwiły im przedostanie się na Atlantyk. Załoga zdecydowała się przepłynąć kanałami i rzekami przez Francję na Morze Śródziemne, co wymagało zakupienia silnika zaburtowego oraz zdobycia dodatkowych funduszy. Po pokonaniu śródlądowej drogi wodnej, „Chatka Puchatków” wyszła na Morze Śródziemne i trasą przez Algierię dotarła do Madery a następnie do Wysp Kanaryjskich. Stamtąd pożeglowała w kierunku zachodnim, by po trzech tygodniach nieprzerwanego rejsu dotrzeć do celu podróży – Martyniki. Tutaj obaj żeglarze rozstali się, Misiewicz wrócił statkiem do Polski, a Tarasiewicz pożeglował samotnie do Portoryko, gdzie spotkał się z Władysławem Wagnerem, pierwszym Polakiem, który opłynął świat na jachcie żaglowym. Wagner pomógł załatwić transport szalupy i żeglarza statkiem do Polski.
Po powrocie do Polski Misiewicz zatrudnił się jako oficer w marynarce handlowej i do emerytury pracował na polskich statkach uzyskując stopień kapitana żeglugi wielkiej. Po przejściu na emeryturę powrócił do Łodzi, gdzie zmarł w 2018 roku.